# Chiesa di Sant'Anna (Saint-Benoît)
La chiesa di Sant'Anna è una chiesa cattolica della Riunione. Sorge nella località di Sainte-Anne nel territorio del comune di Saint-Benoît. 
L'edificio è comparso nel film di François Truffaut La mia droga si chiama Julie del 1969. 
La chiesa è classificata monumenti storico dall'11 ottobre 1982.